# Clymene paucicirrata
Clymene paucicirrata är en ringmaskart som beskrevs av Georg Ossian Sars 1872. Clymene paucicirrata ingår i släktet Clymene och familjen Maldanidae. Inga underarter finns listade i Catalogue of Life.